# مینورو چیاکی
مینورو چیاکی (انگلیسی: Minoru Chiaki؛ ۲۸ آوریل ۱۹۱۷ – ۱ نوامبر ۱۹۹۹) هنرپیشه ژاپنی بود.
از فیلم‌هایی که وی در آن نقش داشته است، می‌توان به دژ پنهان، راشومون، زیستن، هفت سامورایی، بهشت و دوزخ، سریر خون، سگ ولگرد، ابله، هجوم دوباره گودزیلا، غروب خاکستری و سامورائی ۳: دوئل در جزیره گان‌ریو اشاره کرد.